# Zunft zu Schmieden
E. E. Zunft zu Schmieden ist eine öffentlich-rechtliche Korporation der Stadt Basel und eine der zahlreichen Basler Handwerkerzünfte. Sie ist die historische Vereinigung der Schmiede und Schlosser, steht heute aber allen metallverarbeitenden Berufsständen offen.

## Anmerkung
1. ↑  E.E. steht für Eine Ehren